# Jakob Ukmar
Jakob Ukmar, slovenski rimskokatoliški duhovnik, nabožni pisatelj in narodnoobrambni delavec, * 13. julij 1878, Opčine, † 2. november 1971, Škedenj.

## Življenje in delo
Rodil se je  v družini železniškega čuvaja ob progi Dunaj-Trst. Njegovi starši po rodu so bili iz Sežane: Simon in Marija (rojena Šušteršič). Osnovno šolo je obiskoval na Opčinah, nato pa je študij nadaljeval na nemški gimnaziji v Trstu, kjer je 1898 maturiral. Po maturi je odšel v osrednje semenišče v Gorico. V duhovnika je bil posvečen 14. julija 1901. Pet let po posvečenju je bil določen za duhovnika v tedaj uporni župniji Ricmanje pri Trstu. Tamkajšnji prebivalci so želeli v svoji župniji uvesti glagoljaško bogoslužje, vendar ker jim Sveti sedež tega ni dovolil, so se razglasili za grkokatoličane. Ukmar si je po začetni nenaklonjenosti prebivalcev sčasoma le uspel vsaj deloma pridobiti njihovo zaupanje. 
V letih 1902–1919 je bil Ukmar aktiven na narodnem in verskem področju: 1904–1908 je izdajal in urejal polmesečnik Družinski prijatelj, 1908–1909 izdajal tednik krščansko socialistične stranke Zarja, bil predsednik Katoliškega tiskovnega društva od ustanovitve 1907, vodja SLS za Trst in Gorico od ustanovitve 1909, ravnatelj dijaškega škofijskega konvikta 1911–1913 in katehet na državni gimnnaziji v Trstu 1913–1934. Z narodno prosvetnim delom je povezana Ukmarjeva napisana pastoralna naloga o širjenju dobrih knjig, njegovo zavzemanje za slovenski tisk. Kljub narodnobuditeljski dejavnosti je bil kasneje izrazito apolitično usmerjen, kar mu je v času fašističnega zatiranja Slovencev prineslo določeno imuniteto in mu tako oblast skoraj nikoli ni prišla do živega. Leta 1931 je v šmarničnih pridigah vernikom dokazoval, da je fašizem v nasprotju s krščanstvom. 
Bil je zelo razgledan, skromen in natančen človek. Ukvarjal se je ljubiteljsko z astronomijo, učenjem tujih jezikov ter celo branjem klinopisov.
Po koncu vojne je Ukmarja škof poslal v Istro birmovat, kjer je birmoval več sto mladih. Prišlo pa je do incidenta, ko so nahujskani ljudje vdrli v župnišče in pretepli tri duhovnike, med njimi Ukmarja, enega pa so celo ubili. Rdeči križ je Ukmarja uspel odpeljati v bolnišnico, vendar so ga po okrevanju poslali v zapor. Kasneje je bil obsojen na mesec dni zapora. Po vrnitvi v Trst ga je škof spričo obtožb oblasti razrešil vseh funkcij na škofiji.
Ukmar je umrl 2. novembra 1971. Pogreba se je udeležila množica ljudi, in veliko se je govorilo o tem, da je umrl svetnik. Tržaška škofija je pričela postopek za Ukmarjevo beatifikacijo.